# Совесть священника (фильм)
«Совесть священника» — в фильме рассказывается о трагическом случае, чуть было не стоившем жизни священнику.

## Сюжет
Главный герой (безработный) похищает сутану священника. Переодевшись, он убивает почтальона с целью ограбления. Жена безработного, узнав о случившемся, в ужасе бежит к священнику и на исповеди рассказывает ему о преступлении. Священника арестовали (сцену убийства видели школьники), но он хранит тайну исповеди. На суде жена безработного спасает священника и тем самым обрекает на смерть мужа.